# アモライーム
アモライーム（אָמוֹרָאִים, āmôrāʼîm, 単数形：アモラ）は、220年頃から500年頃に主にイスラエルとバビロニア（後のイラク）で活動した、ユダヤ教の賢者たち（ハハミーム）の総称。アモラは元来ラビたちの論説を学生に伝達する「解釈者」を指した。アモライームが行なったミシュナすなわちユダヤ教の口伝律法の研究討議または注解をゲマラと呼び、ミシュナとゲマラを収録した書を『タルムード』と言う。日本語では、アモラーイームとも表記する。

## アモライームの一覧
現在、3000人のアモラの名が知られている。
- アバイエ Abaye - 3世紀のタルムーディスト
- アッバー・アリーカー Abba Arika（ラブ Rav） - 最後のタンナー、最初のアモラ、3世紀にイスラエルの地からバビロニアへ移住した
- アッバーフー Abbahu - 4世紀のタルムーディスト
- ラブ・アシ Rav Ashi - 5世紀のバビロニアのタルムードの哲人。バビロニア・タルムードの最初の編纂者
- エルアーザル・カーリール Eleazar Kalir - 初期のタルムードの典礼学者（liturgist）・詩人
- ハムヌーナー Hamnuna - 幾人かのラビの総称
- ガマリエル3世の子ヒレル Hillel, son of Gamaliel III, 3rd century, in Judea, grandson of Judah ha-Nasi, and younger brother of Judah Nesiah
- ヒレル2世 Hillel II, 4th century creator of the Hebrew calendar, in Judea, son of Judah Nesiah, grandson of Gamaliel IV
- ユダ2世 Judah II, 3rd century sage, sometimes called Judah Nesi'ah and Rebbi like his grandfather
- ユダ3世 Judah III, 4th century scholar, son of Gamaliel IV, and grandson of Judah II
- ラブ・ナフマーン Rav Nachman
- ラブ・パパ Rav Papa
- ラッバー・バル＝ナフマーニー  Rabbah
- ラヴ・ヒスダ
- ラバ (アモラ) Rava (amora)
- ラビナ1世 Ravina I
- ラビナ2世 Ravina II, primary aide to Rav Ashi in the redaction of the Babylonian Talmud
- レーシュ・ラキシュ、シムオーン・ベン＝ラキシュ Shim'on benLakish, Resh lakish - 3世紀のイスラエルの地のアモラ
- シェムーエール Shmuel - ネハルデアの医師・ラビ
- ラビ・ヨーハーナーン Rabbi Yochanan - エルサレム・タルムード talmudh yerushalmi の最初の執筆者
- ラブ・ヨーセーフ Rav Yosef